# 科什-卡亞山
44°24′13″N 33°59′36″E / 44.40361°N 33.99333°E

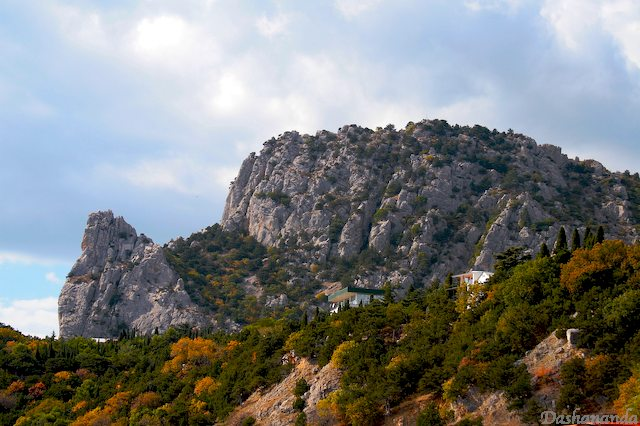

科什-卡亞山是烏克蘭的山峰，位於克里米亞自治共和國，屬於克里米亞山脈的一部分，處於锡梅伊兹以西，海拔高度254米，山體由石灰岩形成。